# 弗羅林 (加利福尼亞州)
弗羅林（英語：Florin）是位於美國加利福尼亞州薩克拉門托縣的一個人口普查指定地區。

## 地理
弗羅林的座標為38°29′25″N 121°24′59″W / 38.49028°N 121.41639°W，而該地最高點為海拔高度10米（即33英尺）。

## 人口
根據2010年美國人口普查的數據，弗羅林的面積為22.539平方千米，均為陸地。當地共有人口47513人，而人口密度為每平方千米2,108人。